# Jennette McCurdy (album)
Jennette McCurdy – debiutancki album amerykańskiej piosenkarki country oraz aktorki Jennette McCurdy. Został wydany 5 czerwca 2012 roku przez wytwórnię Capitol Nashville. Głównym singlem promującym album jest "Generation Love", który został wydany w kwietniu 2011 roku.

## Lista utworów
| Nr  | Tytuł                              | Słowa                                                       | Czas |
| --- | ---------------------------------- | ----------------------------------------------------------- | ---- |
| 1.  | "Generation Love"                  | Ross Copperman, Tom Douglas, Heather Morgan                 | 3:37 |
| 2.  | "Don't You Just Hate Those People" | Mallary Hope, Tony Martin, Wendell Mobley                   | 2:53 |
| 3.  | "Break Your Heart"                 | Hope, Mobley, Jennifer Schott                               | 3:23 |
| 4.  | "Better"                           | Jennette McCurdy, Tommy Lee James, Liz Rose                 | 3:14 |
| 5.  | "Heart of a Child"                 | Jennette McCurdy, Charles Kelley, Dave Haywood              | 4:18 |
| 6.  | "Love Is on the Way"               | Dylan Altman, Eric Paslay, Jason Delkou                     | 3:36 |
| 7.  | "Stronger"                         | Jennette McCurdy, Blair Daly, Rachel Proctor                | 3:26 |
| 8.  | "Put Your Arms Around Someone"     | Jennette McCurdy, Jessi Alexander, Luke Laird               | 3:09 |
| 9.  | "Place to Fall"                    | Jennette McCurdy, Ben Glover, Rachel Thibodeau, Kyle Jacobs | 3:06 |
| 10. | "Have to Say Goodbye"              | Jennette McCurdy, Alexander, Laird                          | 3:48 |

## Pozycje na listach

### Single
| Rok  | Singel            | Pozycja    |
| Rok  | Singel            | US Country |
| ---- | ----------------- | ---------- |
| 2011 | "Generation Love" | 44         |